# Jan Franz
Jan Franz (17. dubna 1910, Jitkov – 6. dubna 1946, Havlíčkův Brod) byl český literární kritik, překladatel a esejista.

## Životopis
Narodil se v Jitkově u Chotěboře do chudé zemědělské rodiny jako třetí nejstarší dítě. Celkem měl pět sourozenců.
V jedenácti letech opustil Franz dvoutřídku v Jitkově a přešel na reálně gymnázium v Chotěboři, které bylo vzdálené od jeho bydliště osm kilometrů, a kam každodenně pěšky docházel. V roce 1929 odmaturoval a začal studovat obor "čeština a francouzština" na filozofické fakultě University Karlovy v Praze. Toto studium však po druhém ročníku ukončil.
Již ve svých dvaadvaceti letech publikoval své texty o Konstantinu Bieblovi a Vítězslavu Nezvalovi. Ve stejném období založil se svými spolužáky revue Řád, zabývající se poezií a kulturou. Následující zimu navázal kontakt se staroříšským nakladatelem Josefem Florianem, který s nim jednal o sloučení s jím vydávaným sborníkem Archy. K této spolupráci však nedošlo a jejich kontakt byl zcela přerušen v roce 1936 z důvodu glosy publikované Florianem proti Franzovi. Po tomto sporu musel Franz později čelit i rozporům ve vedení Řádu, který posléze opustil.
V létě 1932 se Franz osobně seznámil s Bohuslavem Reynekem, básníkem, malířem a překladatelem z Petrkova ležícího nedaleko jeho rodiště na Vysočině. Ačkoli byl Franz o osmnáct let mladší než Reynek, vzniklo mezi těmito dvěma umělci přátelství, které bylo udržováno jak jejich sdíleným zájmem o literaturu, tak vzájemnou korespondencí. Své znalosti a literárně-kritické cítění uplatňoval také při pomoci svým přátelům, jejichž díla upřímně a otevřeně posuzoval.
Na podzim roku 1935 nastoupil Franz na dvouletou vojenskou službu. Po jejím ukončení začal Franz pracovat jako archivní pracovník a věnoval se překládání.
Během let 1942 a 1945 byl totálně nasazen v Lipsku, kde mj. zažil bombardování města spojenci. Vrátil se ve velmi špatném fyzickém stavu a dne 6. dubna 1946 zemřel v havlíčkobrodské nemocnici na tuberkulózu.
Jan Zahradníček věnoval Franzovi báseň Vír.